# Santiago de Chile
Santiago de Chile je hlavní a největší město Chile a jedno z největších měst Ameriky. Nachází se v centrálním údolí země, asi 90 km od břehů Tichého oceánu a je centrem stejnojmenné metropolitní oblasti Santiago, kde žije sedm milionů obyvatel, což představuje 40 % celkového počtu obyvatel Chile. Většina města se nachází v nadmořské výšce 500–650 m n. m.[5]. Je hospodářským a správním centrem země a zároveň největší městskou aglomerací.
Santiago bylo založeno v roce 1541 španělským konkvistadorem Pedrem de Valdivia a od koloniálních dob zastává funkci hlavního města Chile. Centrum města se vyznačuje neoklasicistní architekturou 19. století a křivolakými postranními uličkami ve stylu art deco, novogotiky a dalších slohů. Vzhled Santiaga určuje několik samostatně stojících kopců a dravá řeka Mapocho, kterou lemují parky, jako je Parque Bicentenario, Parque Forestal a Parque de la Familia. Vrcholky And je viditelné z většiny částí města a přispívá k problémům se smogem, zejména v zimě kvůli nedostatku deště; okrajové části města jsou obklopeny vinicemi.
Santiago je politickým a finančním centrem Chile, sídlí zde hlavní veřejné (sídlo prezidenta La Moneda, nejvyšší soud), obchodní, kulturní, regionální  a finanční orgány země, stejně jako regionální centrály mnoha nadnárodních korporací a organizací, s výjimkou Národního kongresu, Chilského námořnictvo, Národní rybářské služby a Ministerstva kultury, umění a kulturního dědictví, které se nacházejí v nedalekém Valparaíso. V Santiago sídlí také Hospodářská komise pro Latinskou Ameriku a Karibik. 
Ačkoli je Santiago obecně chápáno jako jedno město, netvoří jednu správní jednotku, ale zahrnuje části území nejméně 43 obcí, z nichž 28 leží zcela uvnitř městského okruhu a 15 obcí mimo něj, ale všechny jsou dobře propojeny moderními infrastrukturou. Většina metropole leží v provincii Santiago a její části leží v obcích patřících do jiných provincií metropolitní oblasti, kterými jsou San Bernardo, Calera de Tango, Buin, Puente Alto, Talagante, Peñaflor, Padre Hurtado, El Monte a Isla de Maipo. 
Santiago je sedmou nejlidnatější metropolitní oblastí ve Španělské Americe, zároveň sedmým nejlidnatějším městem Latinské Ameriky a jižní polokoule10 a podle některých odhadů patří mezi 62 nejlidnatějších městských aglomerací na světě. Santiago de Chile se pravidelně umisťuje na předních místech v řadě sociálních, ekonomických a environmentálních ukazatelích Latinské Ameriky. Chilské hlavní město je druhým nejkonkurenceschopnějším městem v Latinské Americe, hned po São Paulu, a také třetím městem s nejlepší kvalitou života (druhé v Jižní Americe a 90. na světě) a nejbezpečnějším v Latinské Americe

## Historie města
Santiago je nejstarší město Chile, založené Evropany. Dne 12. února 1541 je založil španělský conquistador Pedro de Valdivia. Zpočátku pevnost, vybudovaná na místě města, bránila obsazená a dobytá území, později se stala sídlem guvernéra, jezuité ji učinili střediskem náboženství, kultury a vzdělání pro zdejší oblast. V 17. a 18. století město poničilo několik zemětřesení, navíc město napadaly nájezdy Araukánců, indiánských kmenů, které zde před kolonizací žily. V roce 1778 se město stalo metropolí země, v roce 1810 se stalo hlavním centrem bojů za nezávislost Chile. O deset let později do města vstoupila armáda vedená Bernardem O'Higginsem a José de San Martínem. Díky tomu Santiago povýšilo téhož roku na hlavní město Republiky Chile. V roce 1843 zde byla založena první chilská univerzita, nynější státní Universidad de Chile, která má v současnosti sedm fakult. Katolická Universidad pontifica byla založena roku 1888 a působí rovněž do současnosti.

## Památky
- Metropolitní katedrála
- Návrší Santa Lucía patří k nejzajímavějším místům starého města. Na úpatí opevněného kopce stojí Neptunova fontána a galerie indiánského umění. Pamětní desku zde mé Charles Darwin a mozaiku chilská básnířka Gabriela Mistralová, která v roce 1951 získala Nobelovu cenu za literaturu.
- Čtvrť Bellavista je typická svými romantickými zákoutími a klidnými uličkami, ale i rušným nočním životem. Chilský komunistický básník Pablo Neruda (nositel Nobelovy ceny za literaturu za rok 1971) zde postavil své milované ženě dům, ve kterém dnes sídlí jeho muzeum.

### Další muzea
- Chilské muzeum předkolumbovského umění
- Národní muzeum umění
- Santiagské muzeum současného umění.

Z koloniálních dob se mnoho staveb nezachovalo – velká část z nich byla zničena při četných zemětřeseních., barokní jezuitský kostel Iglésia de la Compania vyhořel roku 1863.

## Klima
Santiago de Chile leží na 33° jižní šířky. V zimě (od června do srpna) je zde chladné a deštivé počasí – teploty v noci bývají kolem 3 °C, výjimkou nejsou ani několikastupňové mrazy. Díky inverzím bývá kvalita vzduchu často horší.
Léta jsou zde suchá, v lednu a únoru obvykle téměř neprší. Teploty stoupají až ke 35 ᵒC.
Roční úhrn srážek činí 312 mm.

## Galerie

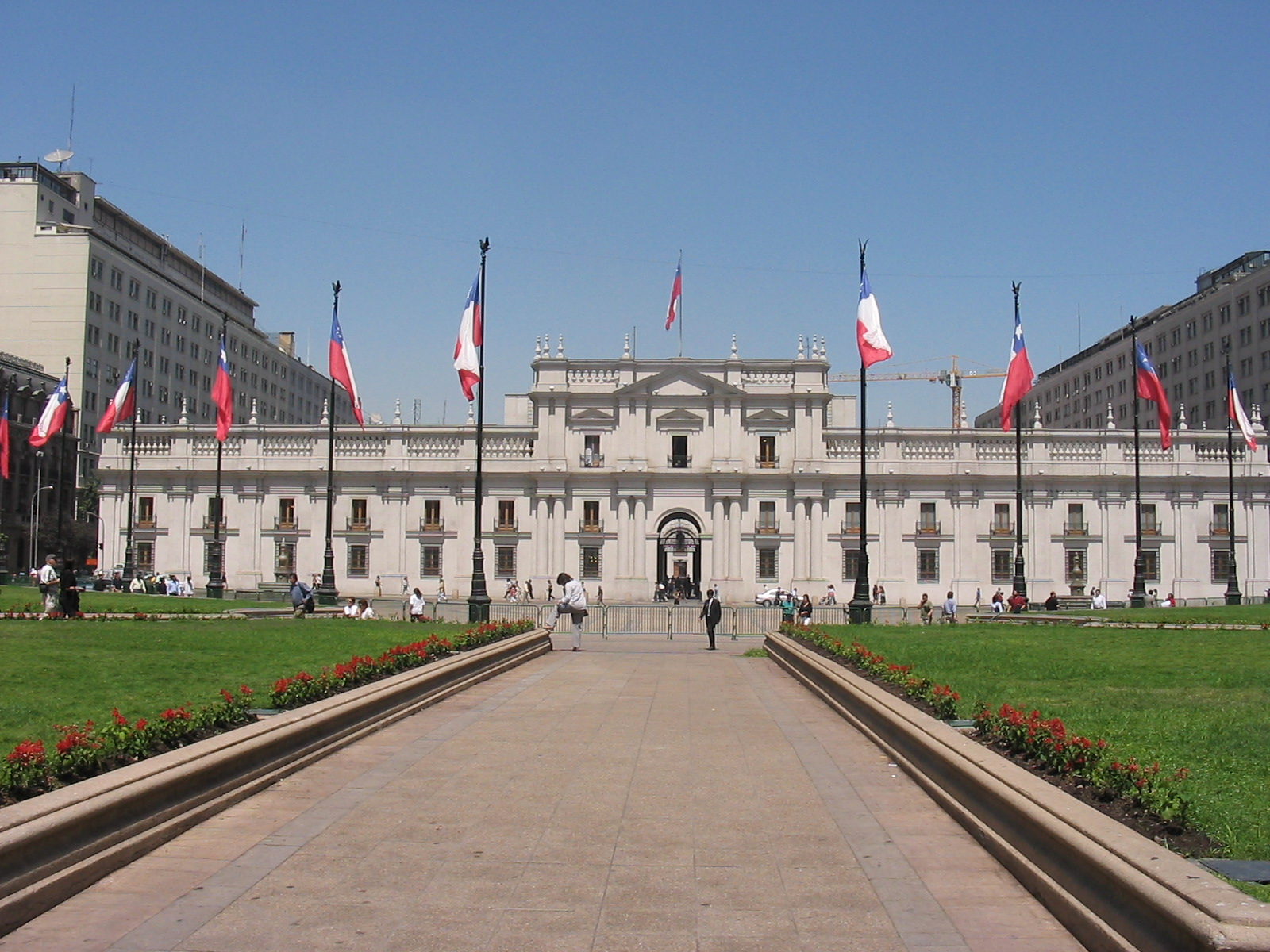
Palacio de La Moneda
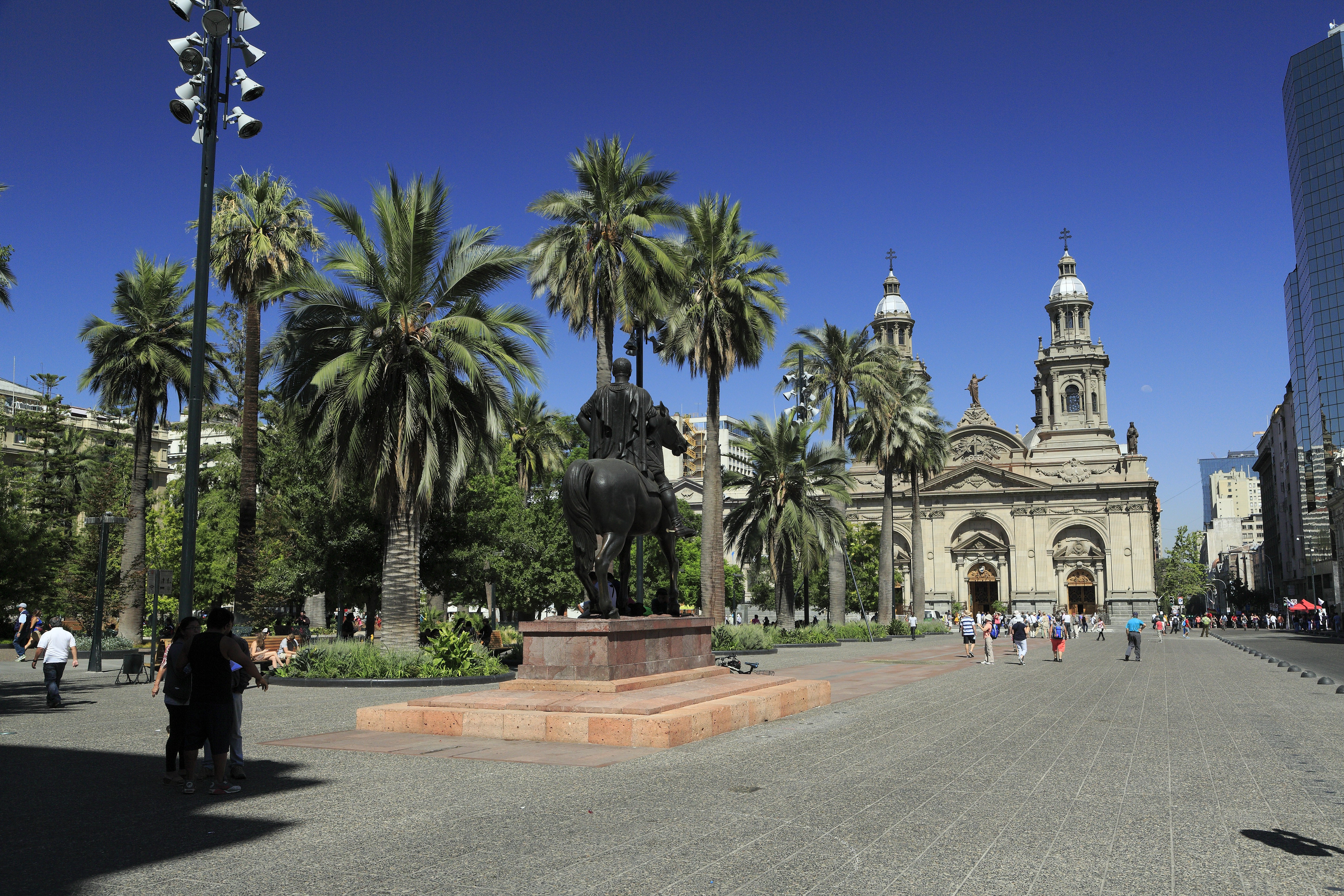
Plaza de armas (hlavním náměstí) a Metropolitní katedrála
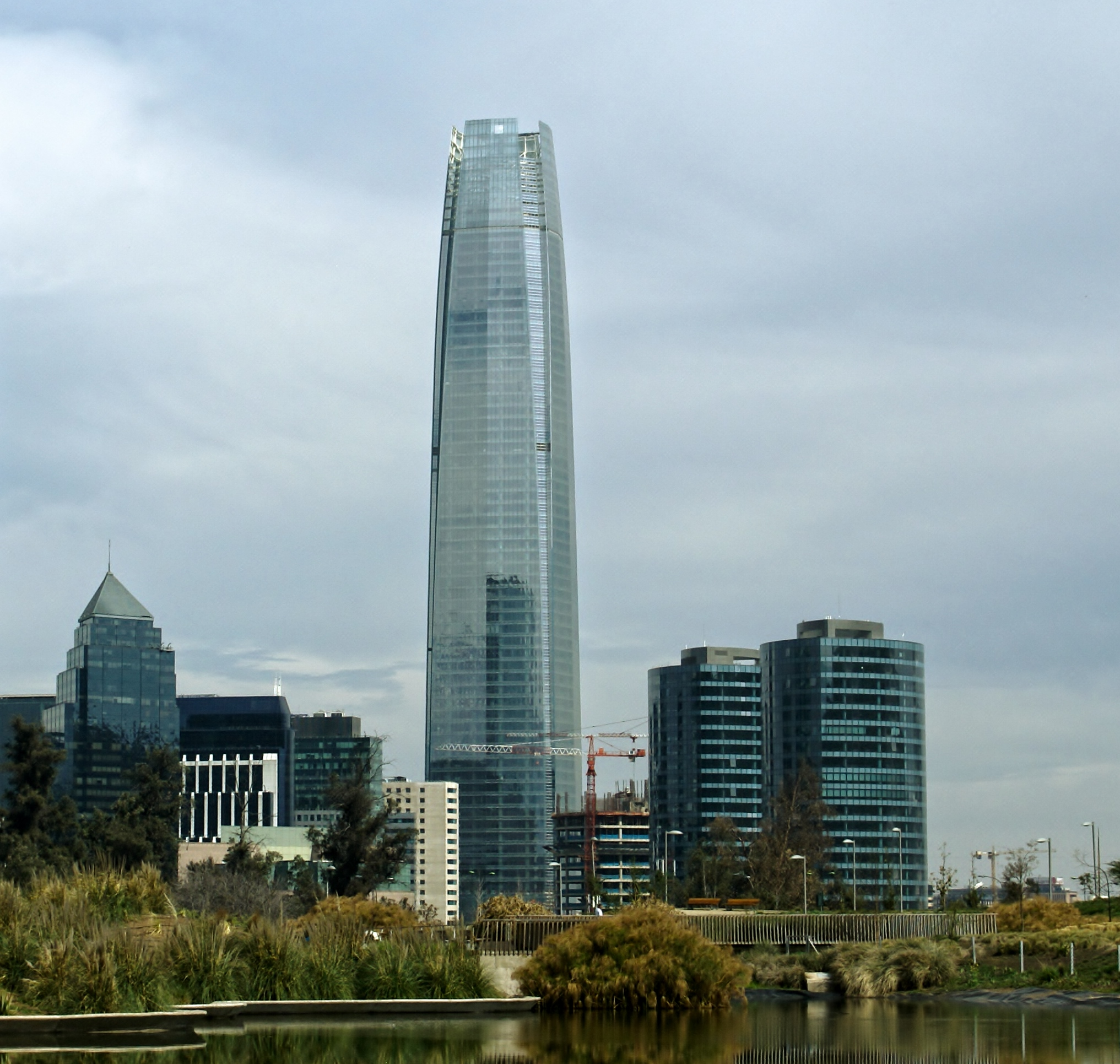
Gran Torre Santiago
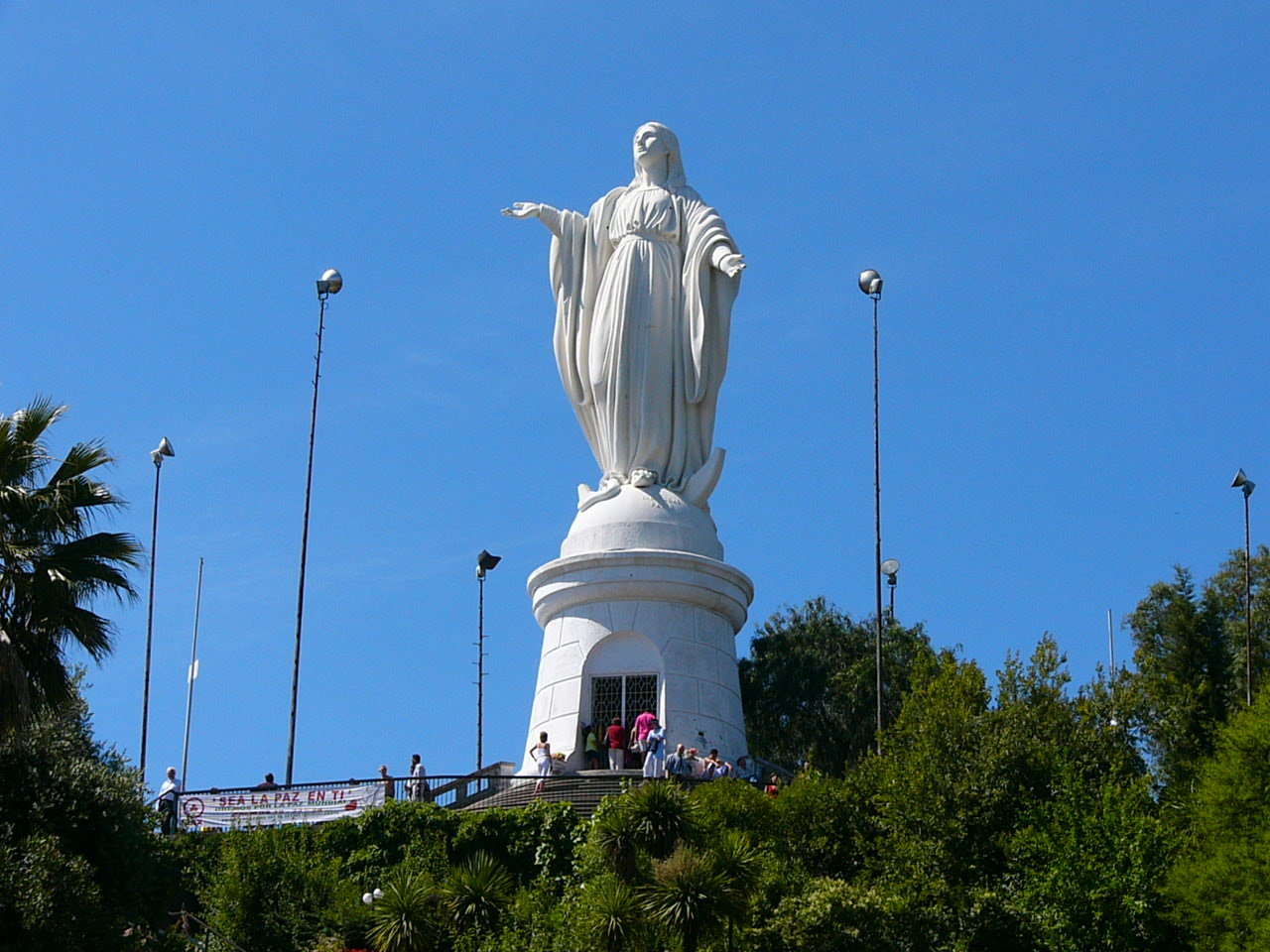
Socha Neposkvrněného početí na hoře San Cristóbal

## Doprava
Město má integrovaný systém veřejné dopravy s názvem "Transantiago" tvořený převážně autobusy. Ten je propojen s místním metrem, největší městskou železniční sítí v Jižní Americe.[zdroj?]
Letiště Santiago de Chile je největší v zemi a má připojení hlavně s jinými americkými zeměmi, dále s lokalitami v Evropě a Oceánii.

## Čtvrti a správní členění
Santiago je tvořeno 36 samosprávnými obcemi (comuna), které ne vždy odpovídají jednotlivým čtvrtím. 4 z těchto obcí, které byly připojeny později, leží za hranicemi provincie Santiago. To platí i pro dnes nejlidnatější část města, Puente Alto, které má přes půl milionu obyvatel.
Mezi jednotlivými obcemi Santiaga panuje velmi vysoká sociální nerovnost. Pod horami na severozápadě se nacházejí zejména rezidenční čtvrtě politické a ekonomické elity. Chudé čtvrtě leží zejména v rovinách na jihovýchodě, ale i v ostatních částech města.
| Obce v provincii Santiago | Obce v provincii Santiago | Obce v provincii Santiago |
| ------------------------- | ------------------------- | ------------------------- |
| Cerrillos                 | La Reina                  | Pudahuel                  |
| Cerro Navia               | Las Condes                | Quilicura                 |
| Conchalí                  | Lo Barnechea              | Quinta Normal             |
| El Bosque                 | Lo Espejo                 | Recoleta                  |
| Estación Central          | Lo Prado                  | Renca                     |
| Huechuraba                | Macul                     | San Miguel                |
| Independencia             | Maipú                     | San Joaquín               |
| La Cisterna               | Ñuñoa                     | San Ramón                 |
| La Florida                | Pedro Aguirre Cerda       | Santiago                  |
| La Pintana                | Peñalolén                 | Vitacura                  |
| La Granja                 | Providencia               |                           |

| Obce v dalších provinciích | Obce v dalších provinciích | Obce v dalších provinciích |
| -------------------------- | -------------------------- | -------------------------- |
| Padre Hurtado              | San Bernardo               | Puente Alto                |
| Pirque                     | San José de Maipo          |                            |

## Slavní rodáci
- Roberto Matta (1911–2002), chilský surrealistický malíř[10]
- Jorge Edwards (1931–2023), chilský diplomat a spisovatel[11]
- Ricardo Lagos (* 1938), chilský politik, prezident Chile v letech 2000–2006[12]
- Sebastián Piñera (* 1949), chilský politik, ekonom a prezident Chile v letech 2010–2014 a 2018–2022[13]
- Manuel Pellegrini (* 1953), bývalý chilský fotbalista a později fotbalový trenér[14]
- Roberto Bolaño (1953–2003), chilský spisovatel a literární kritik[15]
- Iván Zamorano (* 1967), bývalý profesionální chilský fotbalista[16]
- Pedro Pascal (* 1975), chilsko-americký herec[17]
- Marcelo Ríos (* 1975), bývalý profesionální chilský tenista[18]
- Fernando González (* 1980), bývalý profesionální chilský tenista[19]
- Nicolás Jarry (* 1995), profesionální chilský tenista[20]

## Sport
- Sídlí zde 3 největší chilské fotbalové kluby: Colo-Colo, Universidad de Chile a Universidad Católica. V roce 1962 se zde hrálo finále mistrovství světa ve fotbale.
- Každoročně dvakrát (v březnu a v říjnu) se zde koná mezinárodní tenisový turnaj mužů kategorie ATP Challenger.[21]

## Partnerská města
- Ankara, Turecko
- Madrid, Španělsko